# ガンダムパイロット列伝 蒼穹の勇者達
『ガンダムパイロット列伝 蒼穹の勇者達』（‐れつでん そうきゅうのゆうしゃたち）は、沖一による日本の漫画作品。アニメ『機動戦士ガンダム』の世界観を基にした外伝作品である。ホビージャパンの『コミックジャパン』と『RPGマガジングレイト』vol.2にかけて掲載された。全4話。

## 概要
本作は、プラモデル企画『モビルスーツバリエーション』に登場するジオン公国軍のエースパイロットの中から4名のキャラクター（ジョニー・ライデン、シン・マツナガ、エリオット・レム、トーマス・クルツ）を主人公に、一年戦争を通して終戦をテーマに描いたオムニバス作品である。
本作の第1話(ジョニー・ライデン編)は、掲載誌『コミックジャパン』が創刊(1997年11月27日)と同時に廃刊となり、第2話(シン・マツナガ編)は雑誌『RPGマガジングレイト』で掲載されるも同じく廃刊となったため、第3話(エリオット・レム編)は単行本発売までの2年間お蔵入りとなり、第4話(トーマス・クルツ編)は絵コンテから単行本での描き下ろしとなった。また、2001年10月に単行本が発売されたが、出版元であるソニー・マガジンズのコミック事業撤退などの影響により早々に絶版となった。このような経緯から入手困難な幻の作品といえたが、2009年3月に講談社からコンビニコミックとして再版された。
なお、雑誌連載時には「機動戦士ガンダム 新・エースパイロット列伝」という題名だったが、単行本化の際に現在のものに改題されている。

## 登場人物

### ジオン公国軍
ジョニー・ライデン
第1話の主人公。「深紅の稲妻」の異名を持つエースパイロット。過去にキシリア・ザビに助けてもらった事があり、最期まで彼女を敬愛し続け戦場に散った姿が描かれている。最終乗機はMS-14B 高機動型ゲルググとなっており、ア・バオア・クー陥落間際のキシリアの乗艦であるザンジバルのいたゲートが終焉の地と解釈されている。
なお、ホビージャパン刊行の『コミックジャパン』には、劇中の姿を立体化したフィギュアの写真がカラーページで収録された。
シン・マツナガ
第2話の主人公。「白狼」の異名を持つエースパイロット。ドズル・ザビやガルマ・ザビとは幼馴染であり、特にドズルとは親友といえる関係だった。ギレン一派の陰謀によりサイド3に召還・拘束されている最中にドズルを失うと、ギレン・ザビ暗殺を試みア・バオア・クーに潜入するもギレンはキシリアに射殺されたため果たせなかった。その後混乱に乗じて脱出を図る中、ア・バオア・クー内に拘束されていたゼナ母娘を救出し、共に脱出した。
エリオット・レム
第3話の主人公。コロニー外壁補修の労務者出身で、父の姿を嫌がり地球連邦総合大学に進学する。ジオニック社に入社しDr.ミノフスキーに師事しモビルスーツに携わった。戦後はサイド1において、家業ともいえるコロニー外壁の補修工事の建設工として働いていた。
トーマス・クルツ
第4話の主人公。連邦軍に所属していたが、バイコヌール宇宙基地での訓練中に一年戦争が勃発。ジオンを憎み蔑視する教官グレアム・クライトン特務曹長に裏切られ置き去りにされる。その復讐のためロイ・グリンウッド少佐の部隊からMS奪取を試みて捕らえられ、ジャニス・マコンネル少尉の小隊に預けられる。最前線で数多の戦果を挙げるとジャニスの任官要請で正式に公国軍MSパイロットとなり、ゲリラ部隊「G-27」を率いた。北アフリカ戦線にて故郷の村に立ち寄った際、クライトンの仕掛けた罠により恋人のジャニスを失う。その後宇宙に上り、ア・バオア・クー戦ではクライトンと死闘の果てに相討ちとなった。

## 単行本
- バーズコミックス版
  - 2001年10月6日 ISBN 4789783820
- プラチナコミックス版
  - 2009年3月18日 ISBN 4063743799